# Grüner Einkaufskorb
Der Grüne Einkaufskorb ist ein vom Naturschutzbund Deutschland (NABU) gestifteter Umweltpreis. Der Verband zeichnete damit in den Jahren 2010–2013 engagierte Lebensmittelmärkte aus, die umweltfreundlichen Konsum durch die Auswahl und Präsentation von regionalen, saisonalen und umweltfreundlichen Produkten in besonderem Maße fördern. Vergeben wird der Preis in den Kategorien Filialen der großen Lebensmittelketten, Selbstständige Lebensmittelmärkte und Biolebensmittelmärkte. Die Preisträger erhalten den Grünen-Einkaufskorb-Award sowie ein Kochevent im eigenen Markt. Der NABU möchte mit diesem Positivpreis Handelsunternehmen dafür gewinnen, sich stärker für umweltfreundliche Produkte und betrieblichen Umweltschutz einzusetzen.

## Auswahlkriterien und Methodik
Die Grundlage für die Teilnahme am Wettbewerb ist ein elektronischer Fragebogen. Der Fragenkatalog erhebt allgemeine Informationen zum Markt, Angaben zu Bio- und fair gehandelten Produkten, zum Einkauf, zu Getränken in umweltfreundlichen Verpackungen und zum betrieblichen
Umweltschutz. Außerdem können individuelle Maßnahmen und Aktionen beschrieben werden.
Eine unabhängige Jury bewertet die ausgefüllten Fragebögen unter Berücksichtigung der Betriebsform der jeweiligen Märkte.

## Jury
Die Jury besteht aus Umwelt- und Handelsexperten sowie aus Persönlichkeiten des öffentlichen Lebens:
- Michael Gerling, Geschäftsführer Mittelständische Lebensmittel-Filialbetriebe e. V.,
- Ruth Moschner, Fernsehmoderatorin, Schauspielerin und Buchautorin,
- Klaus Mehler, Chefredakteur der Lebensmittel Zeitung direkt,
- Georg Abel, Geschäftsführer Die Verbraucherinitiative e.V.,
- Kai Falk, Geschäftsführer Pressesprecher Handelsverband Deutschland,
- Olaf Tschimpke, Präsident des NABU

## Liste der Preisträger
| Jahr | Preisträger                                          | Kategorie                                              | Grund der Verleihung |
| ---- | ---------------------------------------------------- | ------------------------------------------------------ | --- |
| 2010 | Biomare II, Leipzig                                  | Biolebensmittelmärkte                                  | Der Markt unter der Geschäftsführung von Malte Reupert überzeugte die Jury mit seiner konsequenten Sortimentspolitik – auf insgesamt 650 m² Verkaufsfläche werden 100 Prozent Bioprodukte angeboten. Alle hier erhältlichen Fischprodukte stammen aus zertifiziert nachhaltiger Fischerei. Der Biomarkt führt zudem regelmäßige Sonderaktionen mit regionalen Herstellern durch. |
| 2010 | E neukauf Kappe, Wunstorf                            | Selbstständige                                         | Der Markt unter der Leitung von Lennart Schmidt führt auf einer Verkaufsfläche von 1750 Quadratmetern 2500 Bioprodukte. Hierbei setzt der Markt vor allem bei der großen Auswahl an Bio-Ware Maßstäbe. Eine Fachkraft ist für die Beratung, Auswahl und Präsentation von Bioprodukten verantwortlich. Ein vollständiges GEPA-Sortiment fördert Produkte aus fairem Handel. Über 90 Prozent aller angebotenen Fischprodukte stammen aus nachhaltiger Fischerei.                                                |
| 2010 | tegut Kassel                                         | Filialen der großen Lebensmittelketten                 | Der Markt unter der Geschäftsführung von André Lindner überzeugte die Juroren durch ein umweltfreundliches und attraktives Produktsortiment. Die ausgezeichnete tegut-Filiale führt auf 1.800 Quadratmeter über 2.500 Bio-Produkte und rund 1.000 Eigenmarken. Fast 30 Prozent des Angebotes sind Biolebensmittel, somit ist tegut Spitzenreiter unter den Filialisten. Die Bioprodukte sind wie selbstverständlich im Sortiment integriert.                                                                  |
| 2010 | Fair & Quer Naturkost, Heidelberg                    | Sonderpreis für umweltfreundliche Getränkeverpackungen | Der Markt unter der Geschäftsführung von Antje Seyler überzeugte im Getränkesortiment auf ganzer Linie: 100 Prozent der im Markt angebotenen Säfte, Wasser und Biere sind in umweltfreundlichen Verpackungen abgefüllt. Zu den umweltfreundlichen Verpackungen zählen neben Mehrwegflaschen auch Getränkekartons und Schlauchbeutel. Diese Verpackungen punkten durch einen geringeren Verbrauch an Energie und Rohstoffen.                                                                                   |
| 2011 | EVG Biomarkt am Kanal Landwege, Lübeck               | Biolebensmittelmärkte                                  | Besonders hervorzuheben ist das stimmige Regionalkonzept des Marktes: Landwege hat gemeinsam mit Bio-Mitgliedsbetrieben der Region ein genossenschaftlich organisiertes Regionalnetzwerk aufgebaut und kommuniziert dies transparent an seine Kunden. Der Markt hat auch überzeugende Leistungskriterien: Regionalnetzwerk, achtet auf Verpackungsmüll, Verbot von Flugware, nutzt Carsharing als Dienstauto, hat nur Mehrweg im Sortiment.                                                                   |
| 2011 | Rewe Aupperle, Fellbach                              | Selbstständige                                         | REWE Aupperle hat einen besonders hohen Anteil an regionalen Produkten und regionalen Lieferanten. Zusätzlich betreibt der Markt vorbildliche Kundenkommunikation: Im Markt werden regionale Lieferanten durch Fotos und Informationen präsentiert. Regionale Sortimente werden großzügig präsentiert. Der Umsatzanteil an Getränken in umweltfreundlichen Verpackungen ist außerordentlich hoch. |
| 2011 | tegut Darmstadt                                      | Filialen der großen Lebensmittelketten                 | Bemerkenswert ist der sehr hohe Verkaufsanteil von Bioware und Fairtrade-Produkten. Der Anteil der Bioware beträgt ganze 37 Prozent; für Ketten ist das ungewöhnlich hoch. Besonders hob die Jury hervor, dass Tegut durch seine Unternehmensphilosophie den Massenmarkt erreicht und in diesem Bereich eine Leuchtturmwirkung entfaltet. Das Unternehmen hat stichhaltige ökologische Beschaffungsrichtlinien, ökologische Mindestanforderungen im Einkauf und Anforderungen an den Tierschutz formuliert.   |
| 2012 | SuperBioMarkt Filiale Mönkedieckstraße, Osnabrück    | Biolebensmittelmärkte                                  | Die Jury lobte die aktive Kundenansprache und die Bemühungen um eine transparente Darstellung in der Lieferkette, die das Team um Gründer und Vorstandsvorsitzenden Michael Radau betreibt. Auch in Sachen Energie agiert sich der Markt mit seiner Photovoltaikanlage auf dem Dach und seinem Elektroauto vorbildlich. Der Osnabrücker Markt bevorzugt regionale Anbieter sowie Verbandsware und stellt seinen Kunden Recycling-Papiertaschen kostenlos zur Verfügung.                                       |
| 2012 | Edeka Bergmann im Loewe-Center, Lüneburg             | Selbstständige                                         | Inhaberin Maike Bergmann und ihr Tream überzeugten durch überdurchschnittliches Engagement, angefangen bei der Schulung und Einbindung der Mitarbeiter über vielfältige kreative und durchdachte Aktionen – wie die Regionalkarte der Lieferanten, den Aufbau einer erlebbaren Ernährungspyramide und die Platzierung von umweltfreundlichen Produkten – bis hin zur eigenen Initiative „In der Region mit der Region“                                                                                        |
| 2012 | tegut Am Kaufpark, Göttingen                         | Filialen der großen Lebensmittelketten                 | Die Filiale besticht mit einem hohen Verkaufsanteil von Bio-Produkten. Der Anteil der Bioware beträgt ganze 41 Prozent, für die Branche ist das überdurchschnittlich hoch. Der Markt ist maßstabgebend in nahezu allen Kategorien wie der Verwendung gentechnikfreier Eier und der Förderung regionaler Mehrwegartikel. |
| 2012 | Karstadt Feinkost Perfetto, Gießen                   | Jury-Sonderpreis                                       | Die strategische Neuausrichtung von Karstadt Feinkost Perfetto macht Platz für Bio. Die hohe Umsatzsteigerung und die Aufnahme von 1000 neuen Bio-Artikeln ins Sortiment unterstreichen den enormen Entwicklungssprung des Unternehmens. Diesen Fortschritt würdigten die Juroren mit einem Jury-Sonderpreis. |
| 2013 | Alnatura Super Natur Markt Giesebrechtstraße, Berlin | Biolebensmittelmärkte                                  | Der Markt verfolgt einen ganzheitlichen Nachhaltigkeitsansatz bis hin zu den Regalen aus nachwachsenden Rohstoffen. Eine Mehrwegquote von fast 100 Prozent und die unternehmenseigene Strategie, eigene Produkte ressourcenschonend zu verpacken, zeichnen die die Filiale besonders aus. Wiederverwendbare Eierboxen und Brotbeutel machen das grüne Konzept komplett. |
| 2013 | Rewe Knichel OHG, Morbach                            | Selbstständige                                         | Regionalität ist das Markenzeichen dieses Marktes. Mit Kochaktionen und speziellem Catering macht er den jungen und erwachsenen Kunden regionale Produkte schmackhaft. Wer Fragen hat, wendet sich an die Mitarbeiter, die eine Schulung des Ökoverbands Demeter bekommen haben. Außerdem gibt es Eier vom Bio-Geflügelhof aus dem Nachbarort. So wird aus regional sogar lokal. |
| 2013 | tegut Heinrich-von-Stephan-Straße, Bad Hersfeld      | Filialen der großen Lebensmittelketten                 | Der tegut-Markt setzt Öko-Standards von A bis Z, die für die Branche beispielhaft sind. Er zeichnet sich durch ein besonders innovatives Energiekonzept aus – von der Kühlung bis zur Lüftung. Aber auch die Sortimentspolitik, die soziale und ökologische Aspekte in der Warenlieferkette berücksichtigt, ist ein starkes Plus. Der Markt ist maßstabsetzend in nahezu allen Kategorien (z. B. überdurchschnittlich hoher Bio-Anteil, gentechnikfreie Eier, Konzepte gegen Lebensmittelverschwendung etc.). |
| 2013 | Rewe WHB Klebach, Mengerskirchen                     | Jury-Sonderpreis                                       | Der Markt von Claudia Klebach verdoppelte von 2011 auf 2012 sein Bio-Sortiment, erhöhte den Anteil seiner regionalen Lieferanten und steigerte sein MSC-zertifiziertes Fischangebot. Außerdem überzeugt der Markt mit starker Kundenkommunikation und verbrauchernahen Aktionen. So sensibilisiert er die Verbraucher mit seinem Projekt „Erfahrungsfeld Bauernhof“ für die Herstellung von Lebensmitteln und trägt so maßgeblich zu einer besseren Wertschätzung der landwirtschaftlichen Erzeugnisse bei.   |